# Choi Hyo-jin
Choi Hyo-jin (ur. 18 sierpnia 1983) – południowokoreański piłkarz występujący na pozycji obrońcy. Zawodnik klubu Sangju Sangmu.

## Kariera klubowa
Choi karierę rozpoczynał w 2002 roku w drużynie piłkarskiej z uczelni Ajou Unviersity. W 2005 roku trafił do Incheonu United z K-League. W tym samym roku wywalczył z nim wicemistrzostwo Korei Południowej. W 2007 roku odszedł do Pohang Steelers, również z K-League. W tym samym roku zdobył z nim mistrzostwo Korei Południowej. W 2008 roku wygrał z nim rozgrywki Pucharu Korei Południowej, a w 2009 roku zdobył z zespołem Azjatycką Ligę Mistrzów i Puchar Ligi Południowokoreańskiej. W latach 2008–2009 został dwukrotnie wybrany do najlepszej jedenastki sezonu K-League.
W 2010 roku Choi przeszedł do ekipy FC Seoul (K-League). W tym samym roku zdobył z nią Puchar Ligi Południowokoreańskiej, a także po raz 3 z rzędu został wybrany do jedenastki sezonu K-League. W 2011 roku podpisał kontrakt z zespołem Sangju Sangmu, także występującym w K-League.

## Kariera reprezentacyjna
W reprezentacji Korei Południowej Choi zadebiutował w 2008 roku. 11 sierpnia 2010 roku w wygranym 2:1 towarzyskim pojedynku z Nigerią strzelił pierwszego gola w drużynie narodowej.
W 2011 roku został powołany do kadry na Puchar Azji.